# ゲオルク・ヴィルヘルム (ブランデンブルク＝バイロイト辺境伯)
ゲオルク・ヴィルヘルム・フォン・ブランデンブルク＝バイロイト（Georg Wilhelm von Brandenburg-Bayreuth、1678年11月16日 - 1726年12月18日）は、フランケン地方バイロイト侯領の辺境伯。ブランデンブルク＝バイロイト辺境伯クリスティアン・エルンストと2度目の妻であるゾフィー・ルイーゼ・フォン・ヴュルテンベルク（ヴュルテンベルク公エーバーハルト3世の娘）の間の一人息子。

## 生涯
当初は軍務に服していたが、ランダウの戦いでマスケット銃の銃弾により深手の傷を負い、怪我が完治することはなかった。スペイン継承戦争以降、ゲオルク・ヴィルヘルムは軍務にはほとんど姿を現すことはなくなった。
ゲオルク・ヴィルヘルムはバイロイト郊外にザンクト・ゲオルゲン・アム・ゼーという郊外都市を創設している。この町はバロック様式で統一された計画都市で、シュロス・アム・ゼー（湖畔の城館）という小城も造られた。人工的に造られたブランデンブルク湖（またはブランデンブルク池）は土塁で囲まれ、実際に大きな船（全長18m）を用いて模擬海戦が行われた。また、赤鷲騎士団を創設し、毎年彼の聖名祝日を豪華な式典で祝った。赤鷲騎士団は独自の教会（ゾフィー教会）を有していて、この教会は現在も騎士団教会と呼ばれている。ここには18世紀に掲げられた騎士団創始者の紋章が現在も飾られている。
狩りにも熱中し、狩猟用の城としてカイザーハンマー城、ティーアガルテン城がこのために建設された。他にも、バイロイトのエレミタージュやノイシュテットライン城の建設に関わった。また辺境伯領の軍組織を大幅に拡大した。
1699年11月にゾフィア・フォン・ザクセン＝ヴァイセンフェルスと結婚した。しかし、後継者には恵まれず、唯一成人した娘クリスティアーネ・ゾフィー・ヴィルヘルミーネは庶出の双子を出産したが、この双子は誕生直後に亡くなり、娘は勘当された。死後は又従弟のゲオルク・フリードリヒ・カールが相続した。